# Pau Aran Gimeno
Pau Aran (Barcelona, 8 de marzo de 1981) es un bailarín y coreógrafo de danza contemporánea.

## Biografía
Comenzó su carrera estudiando baile de salón y jazz moderno en Sardañola del Vallés. Posteriormente estudió en el Conservatorio Profesional de Danza Mariemma de Madrid, y completó sus estudios en la Universidad de las Artes Folkwang de Essen (Alemania), donde fue discípulo de Pina Bausch. Ha formado parte de la prestigiosa compañía Tanztheater Wuppertal -Pina Bausch, antes de iniciar una carrera como artista independiente en 2013. En solitario, ha explorado el lenguaje del cuerpo y ha colaborado con artistas y colectivos de todo el mundo. Ha hecho residencias con Graner y el Mercat de les Flors, entre otras instituciones. En 2020 formó su propia compañía.

## Obra
Define su estilo como danza contemporánea, “que pone especial atención al gesto, la respiración y la diversidad de las posibilidades que tiene el cuerpo en cuanto a movimiento se refiere. Además, siempre lo hace desde el sitio de las intenciones, no sólo es una cuestión estética, es también de sentimiento."
Entre sus espectáculos, destacan Lettre de amour o Un cadaver exquis II. En Lettre d'amour es un dúo que cuenta con la intervención artística de Consuelo Trujillo y del dramaturgo Alberto Conejero sobre unos textos del poeta peruano César Moro.